# Рио-Негро (река, впадает в Атлантический океан)
Ри́о-Не́гро (исп. Río Negro — буквально чёрная река) — река в Аргентине, на севере Патагонии. Длина 635 км. Средний расход воды 1014 м³/с. Высота истока — 255 м над уровнем моря. Образуется слиянием рек Неукен и Лимай, берущих начало на восточных склонах Анд. Впадает в Атлантический океан вблизи курорта Эль-Кондор, примерно в 30 км ниже по течению от городов Вьедма и Кармен-де-Патагонес. Площадь бассейна около 130 тыс. км².
Река течёт по провинции Рио-Негро, и лишь последние несколько десятков километров по ней проходит граница провинций Рио-Негро и Буэнос-Айрес. В долине реки сосредоточена существенная часть сельскохозяйственного производства провинции Рио-Негро. В частности, здесь выращивается 65 % всех яблок и груш Аргентины. Кроме использования вод реки для ирригации, на реке сооружены несколько электростанций.
До «Завоевания пустыни» (исп. Conquista del desierto), аргентинской военной кампании 1870-х годов по завоеванию Патагонии, по реке фактически проходила граница цивилизации.
Долина Рио-Негро географически делится на Верхнюю, Среднюю (в районе города Чоэле-Чоэль) и Внешнюю. Река в основном пересекает патагонские степи, с участком леса длиной около 3 км в Верхней долине. Основные города на Рио-Негро: Хенераль-Рока, Чиполетти, Вилья-Рехина (Верхняя долина), Чоэле-Чоэль (Средняя долина), Вьедма и Кармен-де-Патагонес (Внешняя долина).
На реке проводится регата (Regata del Río Negro, байдарки), которая является самой длинной в мире (653 км).